# AV (yacht)
M/Y AV, tidigare Palladium, är en superyacht tillverkad av Blohm + Voss i Tyskland. Hon sjösattes i mars 2010 och levererades i september till en ej namngiven ägare. I mars 2022 hävdade den amerikanska affärstidningen Forbes att den ryske oligarken Michail Prochorov var ägaren till superyachten. Redan två månader senare sålde Prochorov den till en okänd ägare. Det rapporterades om att superyachten hade innan det lagts upp till försäljning med ett pris på 140 miljoner euro. Efter köpet fick den sitt nuvarande namn.
Superyachten designades både exteriört och interiört av Michael Leach. AV är 95,1 meter lång och har en kapacitet på upp till 16 passagerare fördelat på åtta hytter. Den har också 34 besättningsmän.